# Felice della Rovere
Felice della Rovere także Madonna Felice (ur. ok. 1483, zm. 27 września 1536) – wpływowa kobieta włoskiego renesansu; córka Juliusza II.

## Życiorys
Urodziła się około 1483 roku, jako córka kardynała Giuliano della Rovere i jego metresy, Lukrecji Normanni. Krótko po narodzinach Felice, lub tuż przed nimi, Lukrecja poślubiła Bernardina de Cupisa. Felice miała dwoje przyrodniego rodzeństwa: siostrę Francescę i brata Giovanniego de Cupisa. Kiedy w 1513 roku umierał Juliusz II, Felice zwróciła się do niego o nadanie godności kardynalskiej de Cupisowi. Papież jednak odmówił. Przed elekcją, zakończoną wyborem jej ojca na Stolicę Piotrową, della Rovere mieszkała w Savonie.
24 maja 1506 poślubiła Giana Giordano Orsiniego. Papież, chcąc uniknąć skandali, jakie miały miejsce za czasów Aleksandra VI, zadbał by uroczystość była skromna, przekazał jedynie córce posag 15 000 dukatów. Wkrótce potem Felice opuściła Rzym i zamieszkała z mężem w Bracciano. Doczekali się oni czworga dzieci: Francesco, Girolamo, Giulii i Clarice. Gian Giordano Orsini zmarł w 1517. Felice wybrała wówczas swoich dwóch synów (Francesco i Girolamo) na dziedziców rodziny Orsini, co spowodowało zintensyfikowanie napięcia pomiędzy dziećmi Felice a synem jej męża z poprzedniego małżeństwa – Napoleonem Orsini.